# Blackburn Buccaneer
Pour les articles homonymes, voir Buccaneer.
Le Blackburn Buccaneer est un avion d'attaque au sol conçu par le Royaume-Uni à la fin des années 1950. Initialement embarqué à bord de porte-avions, il est resté en service pendant une trentaine d'années et a été construit à un peu plus de 200 exemplaires. Il s'est avéré être robuste, fiable, et parfaitement adapté à sa mission d'attaque à basse altitude.
Il a été plus tard officiellement connu sous la désignation de Hawker Siddeley Buccaneer quand le constructeur Blackburn Aircraft a été absorbé par le groupe Hawker Siddeley ; mais cette désignation a rarement été utilisée.

## Conception
En juin 1952, la Royal Navy émet une demande (Naval Staff Requirement NA.39) pour un avion d'attaque embarqué biplace, capable entre autres d'emporter une bombe atomique dans une soute interne, de voler à Mach 0,85 à 60 mètres d'altitude, avec un rayon d'action d'au moins 740 km. Basé sur ces besoins, le ministère des Approvisionnements émet la spécification M.148T en août 1952. Parmi les réponses reçues, trois projets sont retenus : l'Armstrong-Whitworth AW.168, le Short PD.13 et le Blackburn B.103. Ce dernier est un biréacteur à ailes en flèche, un empennage en T, des volets soufflés pour réduire la vitesse de décrochage, un fuselage conforme à la Loi des aires, et une soute à bombes rotative.
Le B.103 remporte le marché en 1955, et 20 avions de présérie sont aussitôt commandés. Le premier prototype fait son vol inaugural le 30 avril 1958, et les essais depuis un porte-avions commencent début 1960. Tous les exemplaires de présérie ont pris l'air à la fin de l'année 1961, mais trois avions ont déjà été perdus lors d'accidents pendant les différents essais. Aucun problème majeur n'est cependant découvert et les livraisons des avions de série à la Royal Navy commencent en août 1961. Le premier escadron est déclaré opérationnel en juillet 1962.
La première version S.1 est destinée à l'attaque antinavire à l'aide d'une bombe atomique de l'arsenal nucléaire du Royaume-Uni. Elle est équipée d'un radar monopulse Blue Parrot (en), construit par Ferranti, et emporte une bombe Red Beard (en) d'une puissance de 10 à 20 kilotonnes[style à revoir]. La soute peut également recevoir un réservoir de carburant, ou un conteneur de reconnaissance avec six caméras. Le Buccanner peut ravitailler un autre avion en vol, si on lui installe un système de ravitaillement sous l'aile. Son autonomie est remarquable : en 1965, un avion parti de Goose Bay, au Canada, a traversé l'océan Atlantique et rejoint Lossiemouth (Écosse) sans ravitaillement en vol, après un vol de 3 137 km effectué en 4 h 16 min.
Dès janvier 1962 est commandée une version S.2, équipée de réacteurs Rolls-Royce Spey nettement plus puissants que les moteurs Gyron Junior du S.1. Le premier exemplaire vole en mai 1963 et les S.2 entrent en service en octobre 1965. Peu après, ils reçoivent de nouveaux sièges éjectables de type zéro-zéro et la capacité de tirer le missile air-sol Martel.
En 1963, l'Afrique du Sud commande 16 exemplaires d'une version S.50, basée sur le S.2 mais avec une partie de l'équipement naval supprimé et équipée de deux moteurs-fusées d'assistance au décollage escamotables Bristol Siddeley BS.605, pour améliorer les performances de décollage dans les environnements haut et chaud du pays. Le premier vol d'un S.50 a lieu en 1965. En juillet 1968, la Royal Air Force commande à son tour une version S.2B issue du S.2, équipée d'un système d'atterrissage aux instruments (ILS) et capable de tirer le missile Martel. Les S2.B entrent en service fin 1969.
Lorsque la Royal Navy se sépare de ses porte-avions, 64 Buccaneers sont reversés à la Royal Air Force. Différentes améliorations sont apportées au fil du temps, comme la capacité d'employer de nouvelles armes, d'emporter une nacelle de contremesures électroniques ou une nacelle de désignation laser. Le 7 février 1980, le crash d'un Buccaneer entraîne une interdiction de vol de tous les avions jusqu'au 19 août 1980, à la suite de la découverte d'une fatigue de la structure. Plus d'un tiers des avions sont réformés, et les autres remis en service après réparation.
L'Afrique du Sud a choisi cet avion comme vecteur nucléaire dans les années 1980 pour son programme atomique secret. La Royal Navy a retiré ses derniers Buccaneer S.50 du service en 1991 et la Royal Air Force en 1995.

## Engagements
Le 28 mai 1967, plusieurs Buccaneer de la Royal Navy furent envoyés bombarder le pétrolier Torrey Canyon accidenté, afin d'enflammer sa cargaison et de limiter la pollution.
Six des trente Buccaneer alors en service dans la Royal Air Force ont été engagés lors de la guerre du Golfe (1990-1991). Déployés en urgence à partir du 26 janvier 1991 en Arabie saoudite, ils commencent les opérations de combat le 2 février principalement pour illuminer des cibles avec leurs nacelles de désignation laser afin d'assister des Panavia Tornado.
L'Afrique du Sud a engagé ses Buccaneer au cours de son intervention transfrontalière contre l'Angola et en Namibie durant les années 1970 et 1980.

## Variantes

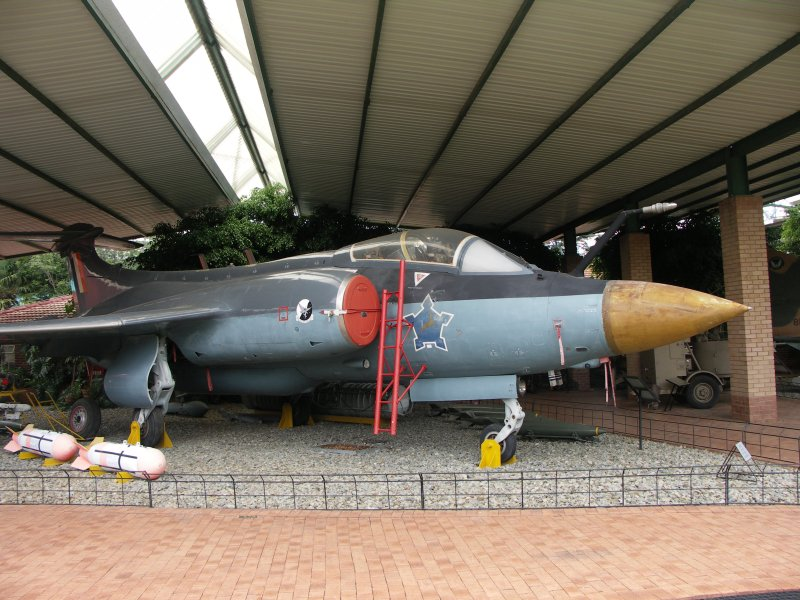
Un Buccaneer S.50 de la Force aérienne sud-africaine.

- S.1 : première version destinée à l'attaque anti-navire (40 exemplaires).
- S.2 : version équipée de réacteurs Rolls-Royce Spey.
- S.2A : S.2 de la Royal Navy partiellement mis à niveau à la suite de leur affectation à la Royal Air Force.
- S.2B : S.2 pour la Royal Air Force capable de tirer le missile Martel (45 exemplaires).
- S.2C : S.2 de la Royal Navy reversés à la Royal Air Force.
- S.2D : S.2 de la Royal Navy mis au standard S.2B et reversés à la Royal Air Force.
- S.50 : version du S.2 pour l'Afrique du Sud (16 exemplaires).

## Pays utilisateurs
- Royaume-Uni
  - Royal Navy
  - Royal Air Force
- Afrique du Sud
  - Force aérienne sud-africaine